# P. O. Box - Ao Vivo
P. O. Box - Ao Vivo é o segundo álbum da banda brasileira P. O. Box, lançado em 1999. Logo após a boa repercussão do primeiro álbum (independente) da banda, lançado em 1997, em fevereiro de 1999, a EMI os contratou. E vendo o forte apelo popular das músicas, resolveu gravar P.O. BOX – Ao Vivo, com produção de Robertinho de Recife e arranjos de Carlinhos Santos e Guilherme Bicalho. Assim, nos dias 23 e 25 de abril de 1999, gravaram um show realizado na cidade de Inhumas, em Goiás. Junto com os principais sucessos do trabalho independente, foram somadas mais sete músicas inéditas, incluindo "Não Tô Entendendo", sucesso que faria parte da trilha sonora da novela Uga Uga, da Rede Globo, "Caminhos do Amor", "Amor 99", "Com Amor" e "Sozinho", que seriam outros hits do disco. Mas "Papo de Jacaré" explodiu no país inteiro, levando a banda a fazer inúmeros shows em todo o Brasil e ainda nos EUA e Japão em novembro de 2000. O disco alcançou o posto de terceiro mais vendido do mês de abril (2000) com a música “Papo de Jacaré”. Em entrevista à Folha da Região em junho de 2000, segundo Carlinhos, a letra é de autoria de Rivanil, do grupo É o Bicho. “Rivanil pediu que eu fizesse a música para gravar no CD de seu grupo, mas acabou não gostando do resultado final”. Hoje, três anos depois de composta, o autor da letra percebeu que fez um mal negócio, já que o hit impulsionou a venda do disco P.O. - Box Ao Vivo.
Com shows por todo o país e mais de 350 mil cópias vendidas deste álbum, a banda P. O. Box ainda tem participações nos álbuns Uga Uga (música: "Não Tô Entendendo"), Criança Esperança 2000 (música: "Papo de Jacaré") e na coletânea Melhor de Tudo (música: "Papo de Jacaré").

## Faixas
| N.º            | Título              | Compositor(es)             | Duração |  |
| 1.             | "Não Tô Entendendo" | Carlinhos Santos           | 4:20    |  |
| 2.             | "Papo De Jacaré"    | Carlinhos Santos / Rivanil | 4:10    |  |
| 3.             | "Com Amor"          | Jeff Garcia                | 3:39    |  |
| 4.             | "Zeca Mansidão"     | Carlinhos Santos           | 3:30    |  |
| 5.             | "Amor 99"           | Jeff Garcia                | 3:33    |  |
| 6.             | "Caminhos Do Amor"  | Carlinhos Santos           | 3:26    |  |
| 7.             | "Brilho no Olhar"   | Carlinhos Santos           | 3:04    |  |
| 8.             | "É Demais"          | Nelson Araújo              | 3:07    |  |
| 9.             | "Sozinho"           | Carlinhos /Itisuke         | 4:26    |  |
| 10.            | "Vai Antônio"       | Nelson Araújo              | 4:00    |  |
| 11.            | "Tá Legal"          | Carlinhos Santos           | 3:14    |  |
| 12.            | "Até O Sol Raiar"   | Carlinhos Santos           | 2:29    |  |
| 13.            | "Garota Oriental"   | Jairo Góes / Edymar Neves  | 2:41    |  |
| 14.            | "Ciúme"             | Roger Moreira              | 3:22    |  |
| Duração total: | Duração total:      | Duração total:             | 47:01   |  |

## Certificações
| Brasil (ABPD)                             | Platina | 2000 | 350.000* |
| *número de vendas baseado na certificação |         |      |          |